# 경상대로
경상대로(Gyeongsan-daero)는 경상북도 김천시 어모면 어모 교차로와 상주시 함창읍 윤직 교차로를 잇는 경상북도의 도로이다.
전 구간 왕복 4~6차선으로 이루어져 있으며, 경상북도의 서북부를 남북으로 관통한다.

## 역사
- 2005년 12월 12일 : 김천시 어모면 남산리 ~ 상주시 청리면 원장리 24.28km 구간을 자동차 전용도로로 지정[1]
- 2009년 11월 26일 : 2개 이상 시·군에 걸쳐 있는 도로로 경상대로를 고시[2]
- 2010년 9월 17일 : 김천 ~ 어모간 도로(김천시 어모면 남산리 ~ 구례리) 7.5km 구간 부분 확장 개통 및 기존 8.2km 구간 폐지[3]
- 2010년 12월 15일 : 김천 ~ 어모간 도로(김천시 어모면 구례리 구례 교차로 ~ 유점 교차로) 3.7km 구간 부분 확장 개통, 기존 3.9km 구간 폐지[4]
- 2011년 4월 28일 : 김천 ~ 어모간 도로(김천시 어모면 구례리 ~ 상주시 공성면 거창리) 780m 구간 확장 개통[5]
- 2013년 12월 27일 : 어모 ~ 상주간 도로(상주시 공성면 거창리 ~ 가장동) 15.76km 구간 확장 개통, 기존 15.1km 구간 폐지[6]

## 주요 경유지
경상북도
- 김천시 어모면 - 상주시 (공성면 - 청리면 - 신흥동 - 남원동 - 북문동 - 사벌국면 - 외서면 - 공검면 - 이안면 - 함창읍)

## 노선
- (■): 자동차 전용도로 구간

| 이름                        | 접속 노선                        | 소재지 | 소재지                                                    | 비고                                                      |
| --------------------------- | -------------------------------- | ------ | --------------------------------------------------------- | --------------------------------------------------------- |
| 어모 교차로                 | 국도 제3호선 (김천순환로) 시청로 | 김천시 | 어모면                                                    | 국도 제3호선 구간                                         |
| 옥율2교                     |                                  | 김천시 | 어모면                                                    | 국도 제3호선 구간                                         |
| 옥율 교차로                 | 어모로                           | 김천시 | 어모면                                                    | 국도 제3호선 구간                                         |
| 동좌교                      |                                  | 김천시 | 어모면                                                    | 국도 제3호선 구간                                         |
| 도암 교차로                 | 도암길                           | 김천시 | 어모면                                                    | 국도 제3호선 구간                                         |
| 구례 교차로                 | 어모로 작점로                    | 김천시 | 어모면                                                    | 국도 제3호선 구간                                         |
| 유점 교차로                 | 어모로                           | 김천시 | 어모면                                                    | 국도 제3호선 구간                                         |
| 거창 교차로                 | 남상주로                         | 상주시 | 공성면                                                    | 국도 제3호선 구간 점촌 방면 진입 불가 김천 방면 진출 불가 |
| 이화교 병선천교             |                                  | 상주시 | 공성면                                                    | 국도 제3호선 구간                                         |
| 공성 교차로                 | 국가지원지방도 제68호선 (웅산로) | 상주시 | 공성면                                                    | 국도 제3호선 구간                                         |
| 공성교 산현천교 평천교      |                                  | 상주시 | 공성면                                                    | 국도 제3호선 구간                                         |
| 초오 교차로                 | 남상주로                         | 상주시 | 공성면                                                    | 국도 제3호선 구간 점촌 방면 진출 불가 김천 방면 진입 불가 |
| 청리 교차로                 | 지방도 제912호선 (마공공단로)    | 상주시 | 공성면                                                    | 국도 제3호선 구간 점촌 방면 진입 불가 김천 방면 진출 불가 |
| 청리 교차로                 | 지방도 제912호선 (마공공단로)    | 상주시 | 청리면                                                    | 국도 제3호선 구간 점촌 방면 진입 불가 김천 방면 진출 불가 |
| 마공교 청리과선교           |                                  | 상주시 | 국도 제3호선 구간                                         |                                                           |
| 청리 교차로                 | 마공공단로                       | 상주시 | 국도 제3호선 구간                                         |                                                           |
| 청리교                      |                                  | 상주시 | 국도 제3호선 구간                                         |                                                           |
| 청리터널                    |                                  | 상주시 | 국도 제3호선 구간 연장 960m                               |                                                           |
| 월로교 반개교               |                                  | 상주시 | 국도 제3호선 구간                                         |                                                           |
| 양촌 교차로                 | 남상주로                         | 상주시 | 국도 제3호선 구간                                         | 신흥동                                                    |
| 양촌교                      | 문필로                           | 상주시 | 국도 제3호선 구간                                         | 신흥동                                                    |
| 오산과선교                  |                                  | 상주시 | 국도 제3호선 구간                                         | 신흥동                                                    |
| 양촌삼거리                  | 문필로                           | 상주시 | 국도 제3호선 구간                                         | 신흥동                                                    |
| 남상주 나들목               | 30호선 서산영덕고속도로          | 상주시 | 국도 제3호선 구간                                         | 신흥동                                                    |
| 소천2교                     |                                  | 상주시 | 국도 제3호선 구간                                         | 신흥동                                                    |
| 경북대학교 상주캠퍼스       |                                  | 상주시 | 국도 제3호선 구간                                         | 신흥동                                                    |
| (명지3차아파트)             | 상산로                           | 상주시 | 국도 제3호선 구간                                         | 신흥동                                                    |
| (청구타운앞)                | 지방도 제997호선 (석단로)        | 상주시 | 국도 제3호선 구간                                         | 남원동                                                    |
| (경희삼백아파트)            | 상산로                           | 상주시 | 국도 제3호선 구간                                         | 남원동                                                    |
| 낙양사거리                  | 중앙로                           | 상주시 | 국도 제3호선 구간                                         | 북문동                                                    |
| 상주종합버스터미널          | 삼백로                           | 상주시 | 국도 제3호선 구간                                         | 북문동                                                    |
| 북천교 교차로               | 국도 제25호선 (영남제일로)       | 상주시 | 국도 제3, 25호선 구간                                     | 북문동                                                    |
| 북천교                      |                                  | 상주시 | 국도 제3, 25호선 구간                                     | 북문동                                                    |
| 북천교북측삼거리            | 북천로                           | 상주시 | 국도 제3, 25호선 구간                                     | 북문동                                                    |
| 만산사거리                  | 만산7길                          | 상주시 | 국도 제3, 25호선 구간                                     | 북문동                                                    |
| 만산삼거리                  | 북상주로                         | 상주시 | 국도 제3, 25호선 구간                                     | 북문동                                                    |
| 죽전 교차로                 | 북상주로 죽전길                  | 상주시 | 국도 제3, 25호선 구간                                     | 북문동                                                    |
| 초산육교                    | 국도 제25호선 (낙동대로)         | 상주시 | 국도 제3, 25호선 구간                                     | 북문동                                                    |
| 부원 교차로                 | 북상주로                         | 상주시 | 국도 제3호선 구간                                         | 북문동                                                    |
| 세천교                      |                                  | 상주시 | 국도 제3호선 구간                                         | 북문동                                                    |
| 사벌국면                    |                                  | 상주시 | 국도 제3호선 구간                                         |                                                           |
| 원흥 교차로                 | 북상주로 원흥4길                 | 상주시 | 국도 제3호선 구간                                         |                                                           |
| 원흥 교차로                 | 북상주로 원흥4길                 | 상주시 | 국도 제3호선 구간                                         | 외서면                                                    |
| 백원 교차로                 | 북상주로 사벌로                  | 상주시 | 국도 제3호선 구간                                         |                                                           |
| 연봉 교차로                 | 북상주로 연봉2길                 | 상주시 | 국도 제3호선 구간                                         |                                                           |
| 공검 교차로                 | 북상주로                         | 상주시 | 국도 제3호선 구간 점촌 방면 진입 불가 김천 방면 진출 불가 |                                                           |
| 동천교                      |                                  | 상주시 | 국도 제3호선 구간                                         |                                                           |
| 화동교 공검교               |                                  | 상주시 | 국도 제3호선 구간                                         | 공검면                                                    |
| 화동 교차로                 | 북상주로                         | 상주시 | 국도 제3호선 구간 점촌 방면 진출 불가 김천 방면 진입 불가 | 공검면                                                    |
| 북상주 나들목 (역곡 교차로) | 45호선 중부내륙고속도로          | 상주시 | 국도 제3호선 구간                                         | 공검면                                                    |
| 이안 교차로                 | 북상주로 함창로                  | 상주시 | 국도 제3호선 구간                                         | 이안면                                                    |
| 신흥 교차로                 | 용곡로                           | 상주시 | 국도 제3호선 구간                                         | 함창읍                                                    |
| 이안교 오사교               |                                  | 상주시 | 국도 제3호선 구간                                         | 함창읍                                                    |
| 태봉 교차로                 | 어풍로                           | 상주시 | 국도 제3호선 구간                                         | 함창읍                                                    |
| 오동 교차로                 | 국도 제3호선 (문경대로)          | 상주시 | 국도 제3호선 구간                                         | 함창읍                                                    |
| 윤직 교차로                 | 경서로 모전로 함창로             | 상주시 |                                                           | 함창읍                                                    |

## 주의사항
어모 교차로부터 양촌 교차로까지 구간은 자동차 전용도로이므로 자전거, 보행자는 통행할 수 없다. 이륜자동차(모터사이클 혹은 오토바이)는 긴급자동차(싸이카 및 소방용 모터사이클 등)에 한해 통행이 가능하며, 그 밖의 이륜자동차는 통행할 수 없다. 우회도로로는 어모로, 남상주로가 있다.

## 주요 건물 및 시설
- 경북대학교 상주캠퍼스 (경상북도 상주시 경상대로 2559)
- 한국전력공사 상주지사 (경상북도 상주시 경상대로 3051-17)
- 한국국토정보공사 상주시지사 (경상북도 상주시 경상대로 3053)
- 임란북천전적지 (경상북도 상주시 경상대로 3123)
- 이마트 상주점 (경상북도 상주시 경상대로 3141)
- 상주세무서 (경상북도 상주시 경상대로 3173-11)